# Twelve Thirty
Twelve Thirty è un film del 2010 diretto da Jeff Lipsky.

## Trama
La famiglia Langley è composta dall'agorafobica e indipendente madre Vivien e dalle figlie Mel e Maura: la prima è emancipata e sensuale, mentre la seconda è timida e in cerca del suo posto nel mondo. Il delicato equilibrio della famiglia va in frantumi con l'arrivo di Jeff, che è innamorato di Mel dai tempi del liceo e che ora lavora con lei al ristorante in cui Mel fa la cameriera.

## Distribuzione
Il film ha avuto la sua prima nell'ottobre 2010 in occasione del Montreal World Film Festival.

## Accoglienza
Il film è stato accolto freddamente dalla critica. L'aggregatore di recensioni Rotten Tomatoes riporta il 17% di recensioni positive basato sull'opinione di dodici critici.